# Lijst van Zoetermeerders
Deze lijst van Zoetermeerders betreft bekende personen geboren of overleden in de Nederlandse stad Zoetermeer met een eigen artikel op Wikipedia.

## Geboren in Zoetermeer
- Loe van Belle (2002), wielrenner
- Anthony Biekman (1994), voetballer
- Monique Bolleboom (1962), turnster
- Amber Brantsen (1989) journalist, presentatrice
- Bibi Breijman (1991), mediapersoonlijkheid, zangeres, vlogger en presentatrice
- Antonius van den Broek (1870-1926), advocaat en natuurkundige
- Marcus Deen (1973), kunstschaatser
- Michelle Dekker (1996), snowboardster
- Sander van Dijck (1990), muzikant, producer
- Patrick van Domburg (1969), politicus
- Leroy Fer (1990), voetballer
- Jeremy Frieser (1997), youtuber, acteur
- Iddo van der Giessen (1995), organist
- Silvester van der Hansz (1994), journalist
- Suzanne Harmes (1986), turnster
- Sem van der Horst (2005), acteur
- Gerart Kamphuis (1953), kunstschilder
- Sanne van Kerkhof (1987), shorttrackster
- Yara van Kerkhof (1990), shorttrackster
- Sacha Komljenović (2003), voetballer
- Jaap ten Kortenaar (1964), wielrenner
- Steve Krijbolder (1991), snowboarder
- Rosalin Kuiper (1995), oceaanzeilster
- Patrick van Leeuwen (1969), voetbaltrainer en voormalig voetballer
- Jaasir Linger (1991), beeldend kunstenaar
- Jeremy Mooiman (1995), politicus
- Kevin Gomez Nieto (1994), voetballer
- Eugene Omalla (2000), atleet
- Ludo van der Plaat (1983), atleet
- Remon van Bochoven (1989), voetballer
- Samira Rafaela (1989), europolitica (D66)
- Kaj Ramsteijn (1990), voetballer
- Naomi Sedney (1994), sprintster
- José Smits (1957), journalist en politicus
- Joey Spaan (1990), dj, mediapersoonlijkheid
- Dennis Princewell Stehr (1984), zanger (Mr. Probz)
- Romee Strijd (1995), model
- Hayke Veldman (1969), politicus
- Ton Vermeulen (1957), historicus
- Charlton Vicento (1991), voetballer
- Ilse van Walsem (2000), voetbalster
- Milan van Weelden (1980), musicalzanger-acteur
- Willien van Wieringen (1964), theoloog
- Sil van der Zwan (2008), filmacteur

## Overleden
- Antonius van den Broek (1870-1926), advocaat en natuurkundige
- Sanne van Havelte (1889-1968), schrijfster
- Jopie Selbach (1918-1998), zwemster
- Xenia Stad-de Jong (1922-2012), atlete
- Martha Vonk-van Kalker (1943-2022), bestuurder en politicus
- Willem van der Poel (1926-2024), computerpionier en hoogleraar

Alkmaar · 
Almelo ·
Almere · 
Alphen-Chaam · 
Alphen aan den Rijn ·
Amersfoort · 
Amstelveen · 
Amsterdam · 
Apeldoorn · 
Arnhem · 
Assen ·
Baarn · 
Bergen op Zoom · 
Bilthoven · 
Bolsward · 
Boxtel · 
Breda · 
Bredevoort · 
Brunssum · 
Bussum · 
Delft ·
Den Haag ·
Den Helder · 
Deurne · 
Deventer · 
Doetinchem ·
Dokkum · 
Dordrecht · 
Drachten · 
Ede · 
Eindhoven · 
Emmen · 
Enschede · 
Franeker · 
Geleen · 
Gouda · 
Groenlo ·
Groningen · 
Haarlem · 
Harlingen ·  
Heemstede · 
Heerenveen · 
Heerlen · 
Helmond · 
Hengelo · 
's-Hertogenbosch · 
Hilversum · 
Hoogeveen · 
Hoorn · 
Horst ·
Kampen · 
Kerkrade · 
Leerdam · 
Leeuwarden · 
Leiden · 
Lelystad · 
Maastricht · 
Meppel ·  
Middelburg  ·
Nijkerk · 
Nijmegen · 
Oldenzaal · 
Ommen · 
Oss · 
Rijswijk (Zuid-Holland) · 
Roosendaal · 
Rotterdam · 
Schiedam · 
Sittard · 
Sittard-Geleen · 
Sneek · 
Soest · 
Stadskanaal · 
Tegelen · 
Tiel · 
Tilburg · 
Urk · 
Utrecht · 
Veenendaal · 
Veghel · 
Venlo · 
Venray · 
Vlaardingen · 
Vlissingen · 
Wageningen · 
Warnsveld · 
Weert · 
Winschoten · 
Woerden · 
Zeist · 
Zierikzee · 
Zoetermeer · 
Zutphen · 
Zwolle